# Закон об администрации Большого Лондона 1999 года
Закон об администрации Большого Лондона 1999 года (англ. Greater London Authority Act 1999) — нормативно-правовой акт парламента Великобритании, учредивший администрацию Большого Лондона. 
Является основополагающим нормативно-правовым актом, регулирующим деятельность администрации Большого Лондона. Принят по инициативе лейбористского правительства Великобритании по главе с Тони Блэром, по итогам местного референдума 1998 года. Впоследствии полномочия администрации Большого Лондона и мэра были расширены законом об администрации Большого Лондона 2007 года. Закон впервые в британской истории учредил должность мэра, избираемого населением.

## Структура
Закон состоит из 12 частей:
1. Администрация Большого Лондона
2. Основные функции и процедура
3. Финансовое обеспечение
4. Транспорт
5. Лондонское агентство развития
6. Полиция и службы, осуществляющие надзор за условно осуждёнными
7. Лондонское управление пожарной охраны и чрезвычайных ситуаций
8. Планирование
9. Функции по охране окружающей среды
10. Культура, СМИ и спорт
11. Прочие и общие положения
12. Дополнительные положения